# Issa Kamara
Issa Zuma Kamara (* 15. Juli 1992 in Freetown) ist ein sierra-leonischer Fußballnationalspieler.

## Karriere

### Vereine
Kamara startete seine Karriere mit Area Best FC of Makeni einen Amateurverein aus Freetown. Es folgte 2010 seine erste Seniorensaison, nach seinem Wechsel zum Stadtrivalen Central Parade. Es folgte ein Jahr später der Wechsel zum Ligarivalen East End Lions, bevor im September 2011 nach Nord-Zypern zu Doğan Türk Birliği Spor Kulübü ging. Seitdem erzielte er in der KKTC Telsim Süper Lig in 55 Ligaspielen drei Tore für seinen Verein. Am 6. Februar 2013 verkündete er seinen Weggang aus Nord-Zypern und kehrte zu den East End Lions zurück.

### Nationalmannschaft
Kamara wurde am 23. Mai 2012 erstmals in die Sierra-leonische Fußballnationalmannschaft für ein Freundschaftsspiel gegen die Irakische Fußballnationalmannschaft im türkischen Istanbul nominiert.